# Katherine Legge
Katherine Anne Legge (ur. 12 lipca 1980 w Guildford) – brytyjska zawodniczka startująca w wyścigach samochodowych.
Karierę rozpoczęła w 1990 roku. Przez następne dziewięć lat startowała w wyścigach kartingowych. W 2000 roku przeniosła się do Brytyjskiej Formuły Ford, a w latach 2001–2004 ścigała się w Brytyjskiej Formule Renault. Zaliczyła także kilka występów w Formule 3 (2003).

## Życiorys

### Toyota Atlantic i Champ Car
W 2005 roku wyjechała do USA, gdzie startowała w serii Toyota Atlantic, będącej zapleczem Champ Car World Series. Tamże odniosła trzy zwycięstwa (jako pierwsza kobieta w historii amerykańskich serii open-wheel, wcześniej nie udało się to nawet Danice Patrick), a w klasyfikacji generalnej zajęła trzecie miejsce.
W tym samym roku zaliczyła dwudniową sesję testową na torze Vallelunga koło Rzymu w zespole Formuły 1, Minardi.
Dobre występy w Toyota Atlantic zaowocowały propozycją zespołu PKV Racing i w sezonie 2006 zadebiutowała w serii Champ Car. Jej najlepszym wynikiem było szóste miejsce na torze owalnym w Milwaukee; w klasyfikacji generalnej zajęła 16. miejsce.
Podczas dwunastej rundy sezonu, na torze Road America, zaliczyła poważny wypadek. Na bardzo szybkim zakręcie, wskutek oderwania się tylnego skrzydła w jej samochodzie, straciła panowanie nad kierownicą i uderzyła w bandę. Uderzenie było tak silne, że auto wykonało kilka obrotów i lądowało kołami do góry. Bolid został całkowicie zniszczony, jednak zawodniczce nic się nie stało.
W sezonie 2007 przeniosła się do zespołu Dale Coyne Racing. Jej najlepszym wynikiem ponownie było szóste miejsce, osiągnięte na torze ulicznym w Las Vegas. W klasyfikacji generalnej zajęła 15. miejsce.

### DTM

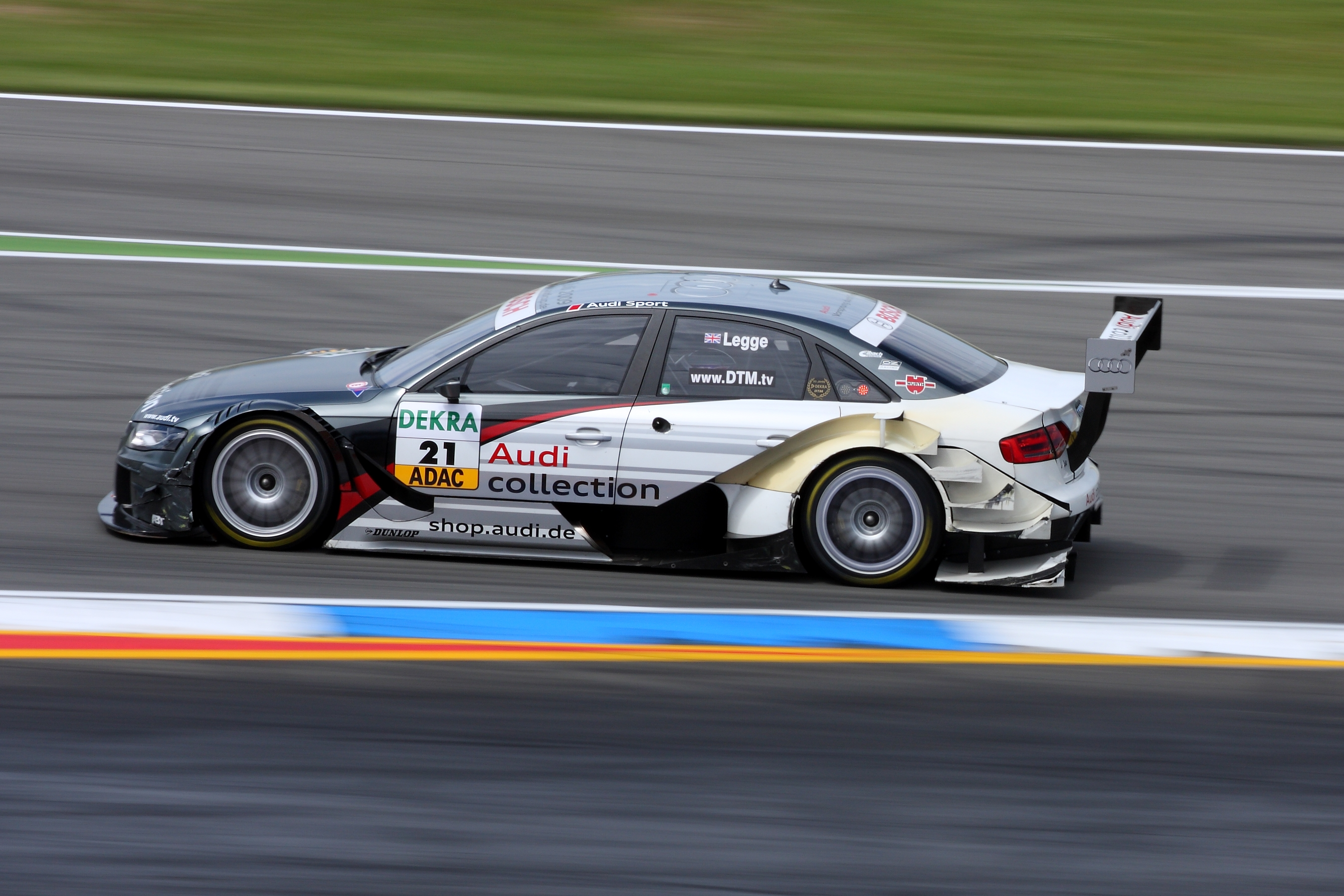
Katherine Legge na torze Hockenheim w sezonie 2009 (DTM)

Po unifikacji serii Champ Car i Indy Racing League, wróciła do Europy. Została kierowcą zespołu Futurecom TME Colina Kollesa w cyklu Deutsche Tourenwagen Masters. W pierwszym sezonie w nowym otoczeniu nie zdobyła żadnych punktów. Jej najlepszym wynikiem było 15. miejsce (dwukrotnie).
W sezonie 2009 ponownie występowała w DTM, tym razem w ekipie Abt Sportsline Lady Power, używającej jednorocznych modeli samochodów Audi. W sezonie 2010 przeniosła się do ekipy Rosberga, gdzie partneruje Markusowi Winkelhockowi.
Jest jedną z dwóch kobiet występujących w DTM (drugą jest Susie Stoddart).

## Wyniki

### DTM
| Sezon | Zespół         | Wyniki w poszczególnych eliminacjach | Wyniki w poszczególnych eliminacjach | Wyniki w poszczególnych eliminacjach | Wyniki w poszczególnych eliminacjach | Wyniki w poszczególnych eliminacjach | Wyniki w poszczególnych eliminacjach | Wyniki w poszczególnych eliminacjach | Wyniki w poszczególnych eliminacjach | Wyniki w poszczególnych eliminacjach | Wyniki w poszczególnych eliminacjach | Wyniki w poszczególnych eliminacjach | Pozycja | Punkty |
| ----- | -------------- | ------------------------------------ | ------------------------------------ | ------------------------------------ | ------------------------------------ | ------------------------------------ | ------------------------------------ | ------------------------------------ | ------------------------------------ | ------------------------------------ | ------------------------------------ | ------------------------------------ | ------- | ------ |
| 2008  | Futurecom TME  | HOC1 18                              | OSC 17                               | MUG 18                               | LAU 15                               | NOR 15                               | ZAN NU                               | NÜR NU                               | BRH 19                               | CAT NU                               | FRA 16                               | HOC2 NU                              | NS      | 0      |
| 2009  | Abt Sportsline | HOC1 12                              | LAU NU                               | NOR 12                               | ZAN NU                               | OSC NU                               | NÜR NU                               | BRH 15                               | CAT NU                               | DIJ 16                               | HOC2 NU                              |                                      | NS      | 0      |
| 2010  | Team Rosberg   | HOC1 14                              | VAL NW                               | LAU 14                               | NOR                                  | NÜR                                  | ZAN                                  | BRH                                  | OSC                                  | HOC2                                 | SHA                                  |                                      |         |        |